# Monts Helan
Pour les articles homonymes, voir Helan.
Les monts Helan (mongol bichig ： ; translittération : Alaša aɣula, chinois simplifié : 贺兰山 ; chinois traditionnel : 賀蘭山 ; pinyin : hèlán shān) sont des monts à cheval entre la région autonome hui du Ningxia et la région autonome de Mongolie-Intérieure, en République populaire de Chine.
Le plus haut sommet culmine à 3 556 mètres d'altitude.

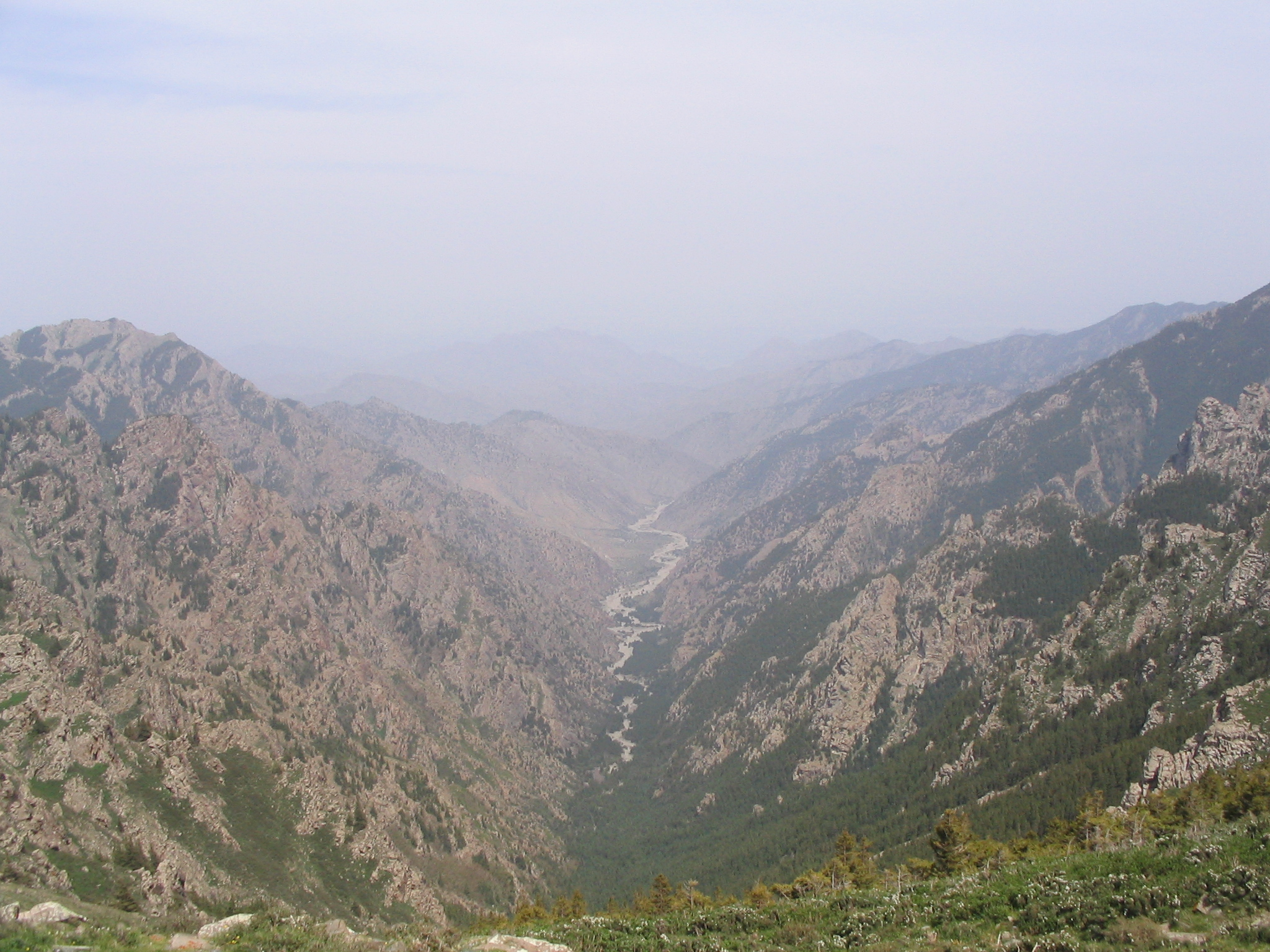
Paysage des monts Helan.